# Cristóbal, Dominikanska republiken
Cristóbal är en kommun i Dominikanska republiken.   Den ligger i provinsen Independencia, i den sydvästra delen av landet, 140 km väster om huvudstaden Santo Domingo. Antalet invånare i kommunen är cirka 6 000. Den ligger vid sjön Laguna del Rincón.
Terrängen runt Cristóbal är huvudsakligen platt, men söderut är den kuperad. Närmaste större samhälle är Cabral, 9,4 km sydost om Cristóbal. 